# Excavatrice à chaîne à godets

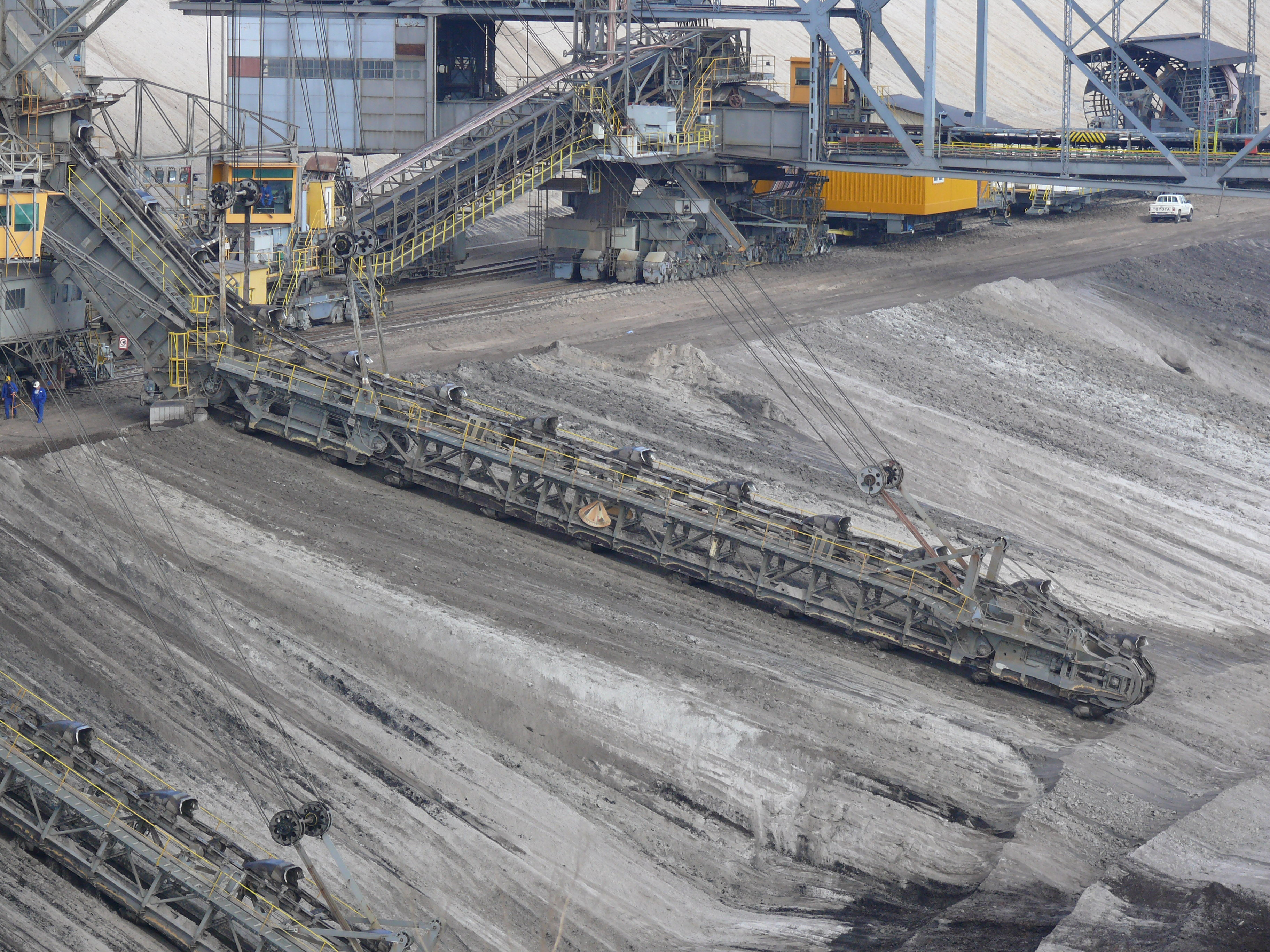
Exploitation minière à ciel ouvert à Cottbus-Nord

Les excavatrices à chaines à godets sont des équipements lourds utilisés dans l'exploitation minière de surface et de dragage. Elles utilisent des seaux (godets) sur une chaîne tournante permettant d'enlever de grandes quantités de matériaux. Elles ont des caractéristiques similaires aux excavatrices à roues à godets et aux trancheuses. Elles retirent de la matière en dessous de leur plan de mouvement, ce qui est utile si le sol est instable ou sous l'eau.

## Histoire
La première utilisation documentée d'une excavatrice à chaîne à godets date de 1859. Elle fut développée par Alphonse Couvreux, un entrepreneur français. Les excavatrices de Couvreux furent utilisées dans la construction du Canal de Suez.

## Vue d'ensemble

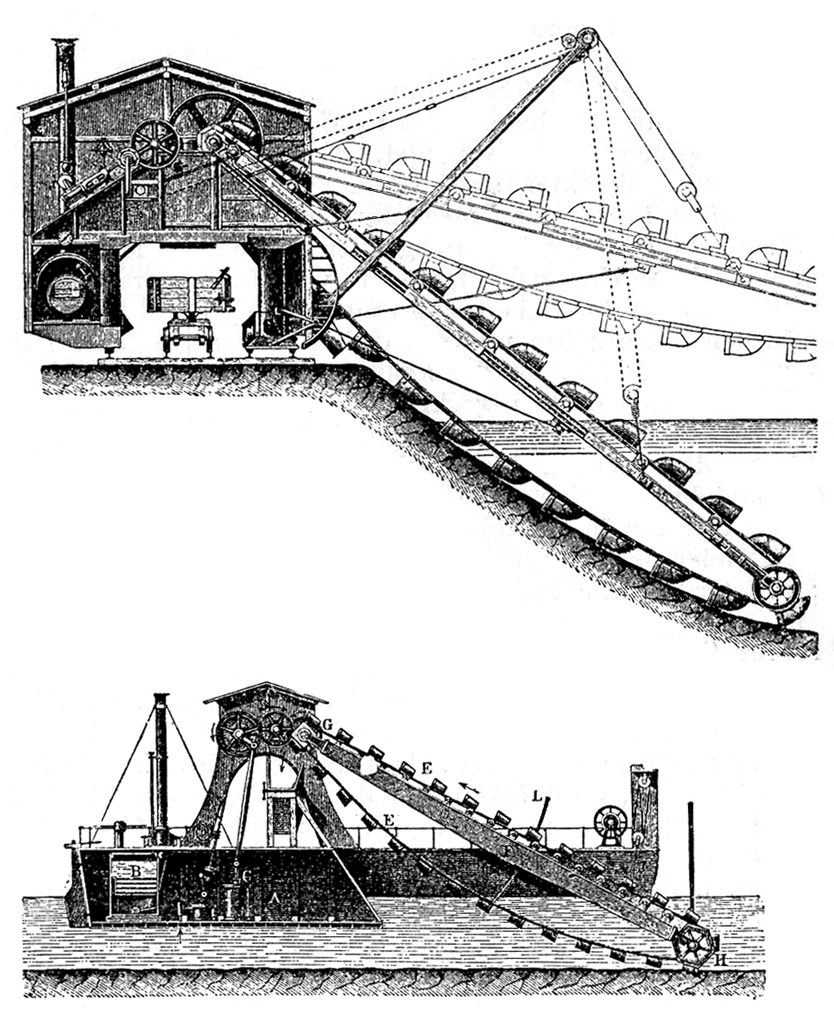
Dragage à seaux

Les BCE varient en termes de gamme et de taille, bien que la majorité d'entre eux soient extrêmement grands, certains étant capables d'excaver 14 500 m3/h. Le BCE moyen de Tenova Takraf, par exemple, pèse environ 1 150 tonnes et a une longueur combinée de 58,5 mètres, avec une échelle à godets de 23,5 mètres de long. La vitesse de la chaîne à godets est de 1,22 m/s avec une force de creusement de 1 170 kN/m2. Les BCE tels que le RK 5000 de la République tchèque pèsent jusqu'à 5 000 tonnes.

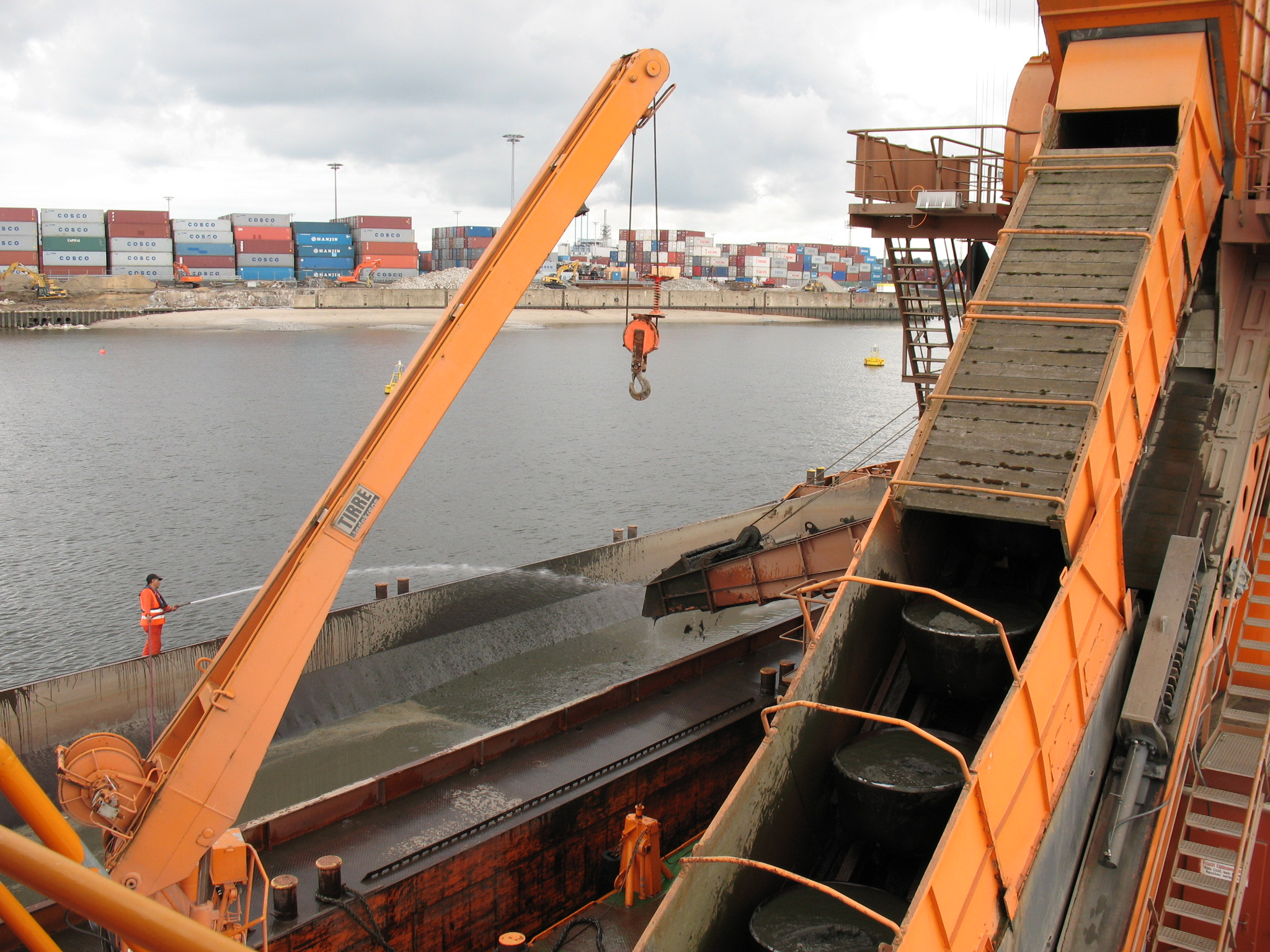
Dragueur à seaux Heimdall